# Korita (Otok)
Korita kis hegyi falu Horvátországban Split-Dalmácia megyében. Közigazgatásilag Otokhoz tartozik.

## Fekvése
Splittől légvonalban 36, közúton 53 km-re északkeletre, Sinjtől 19 km-re keletre, községközpontjától 10 km-re északkeletre a dalmát Zagora területén, a Kamešnica-hegység nyugati lejtőin fekszik.

## Története
1857-ben 119, 1910-ben 217 lakosa volt. 1918-ban az új szerb-horvát-szlovén állam, majd később Jugoszlávia része lett. A második világháború idején a Független Horvát Állam része lett. A háború után a szocialista Jugoszláviához került. 1991 óta a független Horvátországhoz tartozik. 2011-ben a településnek 3 lakosa volt.

## Lakosság
| Lakosság változása | Lakosság változása | Lakosság változása | Lakosság változása | Lakosság változása | Lakosság változása | Lakosság változása | Lakosság változása | Lakosság változása | Lakosság változása | Lakosság változása | Lakosság változása | Lakosság változása | Lakosság változása | Lakosság változása | Lakosság változása |
| ------------------ | ------------------ | ------------------ | ------------------ | ------------------ | ------------------ | ------------------ | ------------------ | ------------------ | ------------------ | ------------------ | ------------------ | ------------------ | ------------------ | ------------------ | ------------------ |
| 1857               | 1869               | 1880               | 1890               | 1900               | 1910               | 1921               | 1931               | 1948               | 1953               | 1961               | 1971               | 1981               | 1991               | 2001               | 2011               |
| 119                | 0                  | 259                | 146                | 187                | 217                | 0                  | 0                  | 247                | 240                | 244                | 223                | 18                 | 4                  | 4                  | 3                  |

(1869-ben, 1921-ben és 1931-ben lakosságát Otokhoz számították.)

## Nevezetességei
A település a Kamešnica-hegységbe vezető túraútvonalak fontos állomása. Donja Koritán hegyi menedékház is található.